# 北京—華盛頓熱線

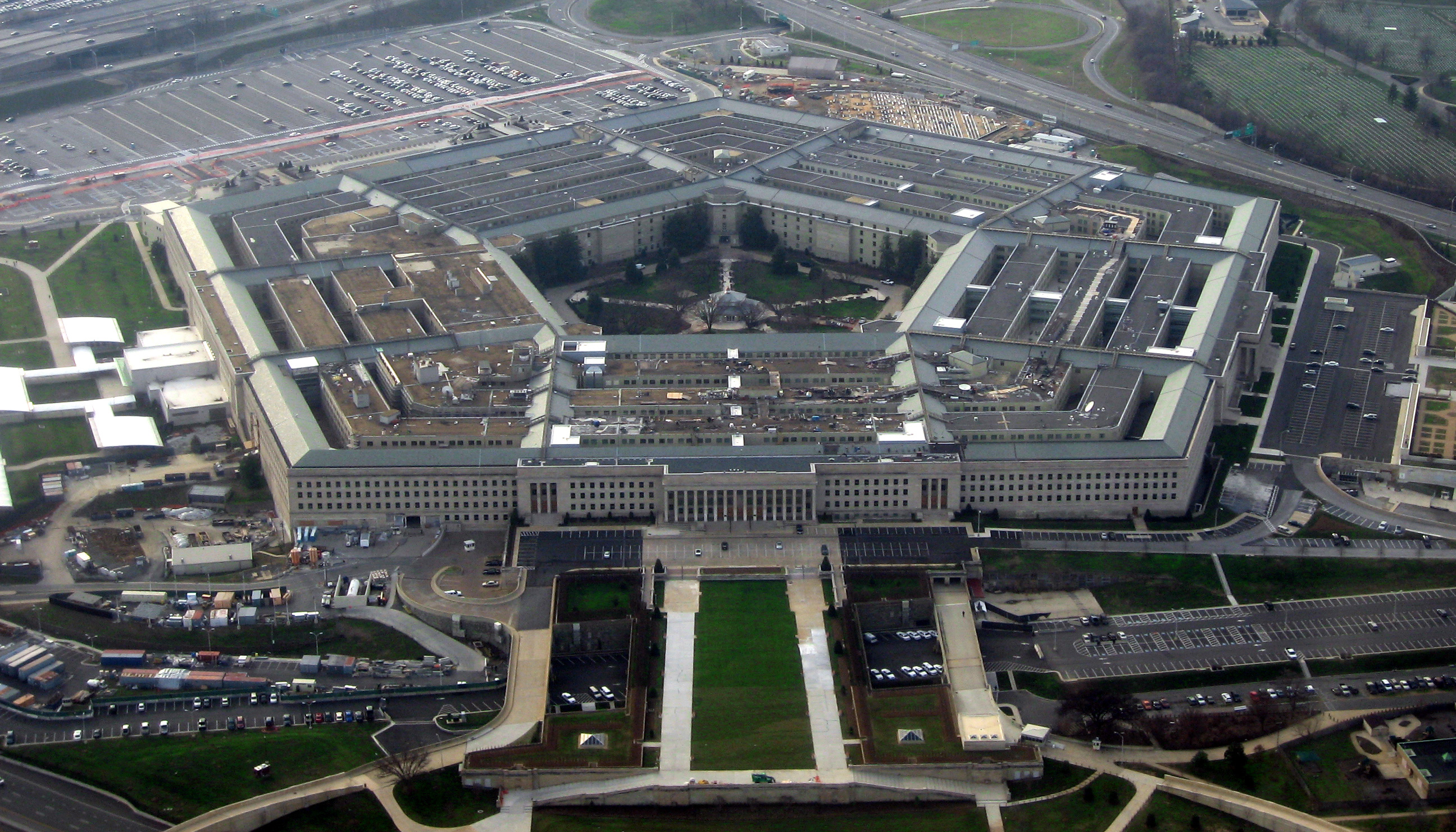
五角大樓，華盛頓特區外

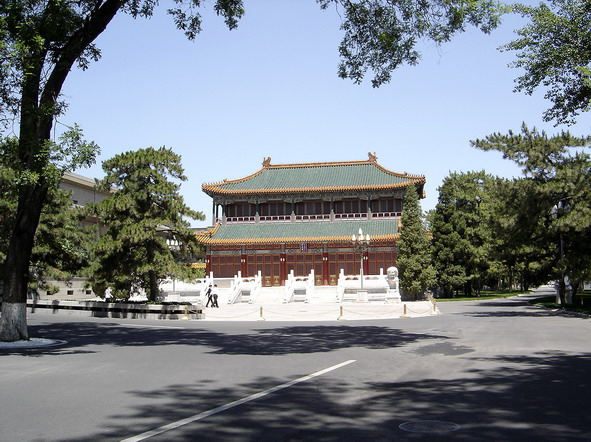
中南海（中國國務院所在地），北京

北京－華盛頓熱線（英語：Beijing–Washington hotline）是一個允許美國和中華人民共和國領導人直接溝通的系統。這條熱線成立於2007年11月，當時中美兩國宣布將在北京和華盛頓特區之間設立一條軍事熱線，以避免在太平洋危機時刻發生誤會。